# Agkistrodon taylori
Agkistrodon taylori е вид влечуго от семейство Отровници (Viperidae). Видът е незастрашен от изчезване.

## Разпространение
Разпространен е в Мексико.